# 타하팔드상니콜라우시

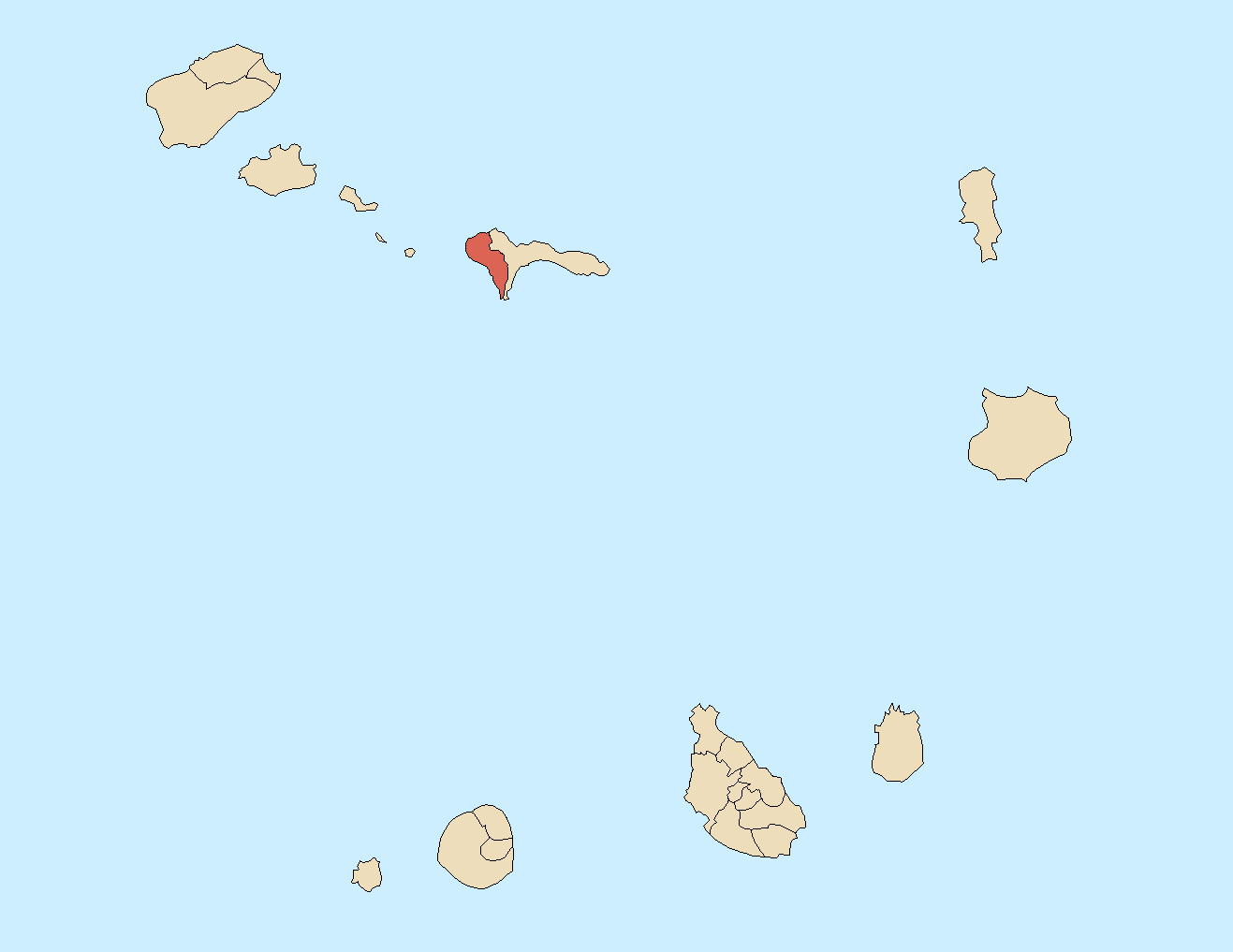
타하팔드상니콜라우시의 위치

타하팔드상니콜라우시(포르투갈어: Tarrafal de São Nicolau)는 카보베르데를 구성하는 22개 지방 자치체 가운데 하나로 상니콜라우섬 서부에 위치한다. 행정 중심지는 타하팔드상니콜라우이며 면적은 119.8km2, 인구는 5,205명(2010년 기준)이다. 1개 교구(상프란시스쿠드아시스(São Francisco de Assis) 교구)를 관할한다.